# Narganá
Narganá è un comune (corregimiento) della Repubblica di Panama situato nella comarca di  Guna Yala, di cui è capoluogo. Si estende su una superficie di 785,1 km² e conta una popolazione di 14.060 abitanti (censimento 2010).